# Tim Breacker
Timothy Sean Breacker detto Tim (Bicester, 2 luglio 1965) è un ex calciatore e allenatore di calcio inglese, di ruolo terzino destro.
Dal luglio 2009 è il vice-allenatore del Charlton Athletic.

## Palmarès

### Giocatore

#### Competizioni nazionali
- Coppa di Lega inglese: 1

Luton Town: 1987-1988